# Igefa
Die Igefa SE & Co. KG (Eigenschreibweise igefa) ist ein Handelsunternehmen mit Sitz in Neumünster. Die Igefa beliefert ihre Kunden mit Wirtschaftsgütern und Dienstleistungen außerhalb des Lebensmittelbereichs. Sie bedient die Branchen Gebäudereinigung, Horeca (Hotel, Restaurant und Catering), Gesundheitswesen, Industrie und Verkehrswesen sowie den öffentlichen Bereich.

## Geschichte

### Vorgeschichte
Die Igefa wurde 1975 durch den Zusammenschluss mehrerer Familienunternehmen gegründet und begann als strukturierte Einkaufsgemeinschaft. Im Laufe der Jahre entwickelte sich die Organisation weiter und wandelte sich von einer reinen Einkaufsgemeinschaft zu einer umfassenden Vertriebsorganisation.
In den Jahren nach dem Zusammenschluss expandierte das Unternehmen und eröffnete unter anderem Niederlassungen in Dresden, Leipzig, und Sylt. Weiterhin übernahm die Igefa mehrere Unternehmen, wie die Jesse GmbH & Co. KG aus Seesen.
Im Jahr 2004 initiierte die Igefa gemeinsam mit weiteren europäischen Großhandelsgruppen die Gründung der Inpacs GmbH, um ihre Kräfte international zu bündeln und Ressourcen effizienter zu nutzen.

### Neue Igefa
Die Familienunternehmen Eichler-Kammerer, Wittrock & Uhlenwinkel und die Kruse Gruppe fusionierten 2022 zur Igefa SE & Co. KG. Gleichzeitig wurde die Arndt Gruppe Teil des neuen Unternehmens, nachdem die Gebrüder Wölflein, Eigentümer der Gruppe, ihr Unternehmen im Rahmen der Umstrukturierung an die Igefa SE & Co. KG verkauften. Als Sitz wurde Neumünster gewählt, wo die Kruse Gruppe ansässig ist.
2023 übernahm die Igefa das polnische Unternehmen Bagstar; einen Anbieter von Verpackungsmaterialien.
2024 war die Igefa Gründungsmitglied des Vereins Wirtschaft für einen weltoffenen Norden. Dieser Verein setzt sich für die Demokratie, Toleranz und Offenheit in der Wirtschaft des nördlichen Deutschlands ein und wird zudem vom Unternehmensverband Kiel und der IHK unterstützt.

## Geschäftsstruktur
Komplementärin der Igefa SE & Co. KG ist die Igefa Beteiligung SE, welche ebenfalls in Neumünster ansässig ist. Zum Vorstand gehören Matthias Rucker, Christian Werner und Wolfgang Reißner. Weiterhin verfügt der Konzern über mehr als 35 vollkonsolidierte Tochtergesellschaften an 35 Standorten in Deutschland, den Niederlanden, Österreich und Polen. Zu den Gesellschaften der Holding gehören unter anderem die Kruse Gruppe aus Neumünster, Eichler-Kammerer aus Frankfurt sowie Wittrock & Uhlenwinkel aus Bremen.
2022 beschäftigte die Igefa 2396 Mitarbeiter.

## Produkte und Dienstleistungen

### Dienstleistungen
Die Igefa bietet verschiedene Dienstleistungen für Kunden aus unterschiedlichen Branchen an. Dazu zählen insbesondere Beratungen und Schulungen über den Igefa-Campus, sowie Servicedienstleistungen, beispielsweise im Bereich der Digitalisierung oder Nachhaltigkeit.
Neben diesen Leistungen betreibt die Igefa E-Business-Anwendungen. Diese umfassen unter anderem elektronische Bestellungen, Kataloge, Lieferscheine, Rechnungen und Kommunikationsanwendungen. Ein Beispiel dafür ist das firmeneigene Bestell- und Informationssystem Icos (Igefa Customer Order Solution).
Im Bereich Reinigungsprodukte arbeitet die Igefa mit Robotik-Anbietern wie Giobotics zusammen und setzt Service- und Reinigungsroboter ein. Zudem bietet sie Logistikdienstleistungen an, beispielsweise in den Bereichen Feinlogistik oder Krankenhausversorgung. An seinen 28 deutschen Standorten (Stand 2025) unterhält das Unternehmen ein Logistiknetzwerk mit knapp 400 LKWs.

### Produkte
Die Igefa handelt laut eigenen Angaben mehr als 350.000 Produkte, davon knapp 54.000 mit Nachhaltigkeitslabel. Zu den wichtigsten Produktkategorien zählen Reinigungs- und Hygieneprodukte, darunter Eigen- und Exklusivmarken wie Clean and Clever, Bluematic, Eco-Top, und PuraDes.
Darüber hinaus vertreibt der Konzern auch Produkte aus dem Bereich PSA (Persönliche Schutzausrüstung) und Arbeitskleidung.

## Nachhaltigkeit
Für ihre Kunden bietet die Igefa unter dem Namen ingreen die Erstellung eines individuellen Berichts zur nachhaltigen Beschaffung an. Dieser analysiert das Beschaffungsverhältnis und zeigt basierend darauf mögliche Optimierungen an. Solche Optimierungen können unter anderem der Umstieg auf nachhaltigere Produkte sein. Um solche Produkte schneller zu finden, nutzt die Igefa den Nachhaltigen Warenkorb. Bei der Nutzung dieses Warenkorbs können nur Produkte aufgenommen werden, die in ihrer jeweiligen Kategorie die Nachhaltigkeitsanforderungen erfüllen. Die Kriterien basieren auf fundierten Recherchen und anerkannten Zertifizierungsstandards und die Hersteller der ausgewählten Produkte müssen zudem Nachhaltigkeitsleistungen ihrer jeweiligen Unternehmen nachweisen.
Weiterhin veröffentlicht die Igefa seit 2012 Nachhaltigkeitsberichte.

## Auszeichnungen
Die Nachhaltigkeitsmaßnahmen der Igefa wurden mehrmals durch die Nachhaltigkeitsplattform EcoVadis mit der Gold-Auszeichnung gewürdigt. 2025 war die Igefa zudem Sieger des Deutschen Nachhaltigkeitspreises in der Kategorie Konsumgüter-Großhandel.